# Richard Degener
Richard Kempster Degener, detto Dick (Detroit, 14 marzo 1912 – Grand Rapids, 24 agosto 1995), è stato un tuffatore statunitense.

## Palmarès
Olimpiadi
- 2 medaglie:
  - 1 oro (trampolino 3 m a Berlino 1936)
  - 1 bronzo (trampolino 3 m a Los Angeles 1932).